# Alberto J. Armando
Alberto José Armando (Santa Fe, 4 de febrero de 1910 - Buenos Aires, 27 de diciembre de 1988), más conocido como Alberto J. Armando, fue un dirigente deportivo argentino, presidente de Boca Juniors durante más de 20 años. Su nombre está presente en el estadio del club, La Bombonera. Dedicado a la actividad comercial, fue dueño de la concesionaria más grande e importante de Ford, ubicada en el barrio porteño de Nueva Pompeya.
Fue presidente de Boca Juniors por primera vez en  1955. Volvió a la presidencia entre 1960 y 1980. Durante sus mandatos se obtuvieron varios títulos locales e internacionales, entre ellos dos Copa Libertadores de América y una Copa Intercontinental.

## Biografía
Fue criado en San Francisco (Córdoba). Allí conoció a quien se transformaría en uno de sus mayores adversarios, el futuro periodista Dante Panzeri que, sin ser tampoco nativo, también creció en la ciudad. Se casó con María Mercedes Crespo y en la década de los '40 se hizo socio de Boca Juniors, donde fue apodado El Puma.
Su segundo nombre era José y no Jacinto, como aparece frecuentemente por error. La confusión podría deberse a la existencia de un presidente del Club Atlético Huracán y de la Asociación del Fútbol Argentino, llamado Jacinto Armando.

## Trayectoria como dirigente

### 1960-1980: Boca Juniors

#### La Candela
Alberto J. Armando, el visionario presidente de Boca durante casi un cuarto de siglo, compró ese terreno de 50.173 metros cuadrados, casi seis hectáreas, en 1963, en 13 millones de pesos. Allí se levantó la pintoresca casa y se arreglaron las canchas en las que, además de entrenarse el plantel profesional, desembarcaron las divisiones juveniles.
Desfilaron, entre otros, Roberto Mouzo, Ángel Clemente Rojas, Rubén Suñé, Osvaldo Potente; más acá en el tiempo, asoman los nombres de Oscar Ruggeri, Ricardo Gareca, Diego Latorre, Fabián Carrizo y Hugo Osmar Perotti. Incluso, hasta hubo hombres de River que pasaron por La Candela, como Adolfo Pedernera y Alfredo Distéfano, entrenadores de equipos campeones en los años sesenta.
En este mismo lugar, hace casi 25 años, sobre esas canchas del oeste bonaerense, también transpiró Diego Maradona, en ese recordado 1981 en el que selló su romance con Boca, como pilar de aquel equipo campeón del Metropolitano, dirigido por Silvio Marzolini, y en el que también se destacaban el Loco Hugo Gatti, Miguel Brindisi, el Tano Pernía, Perotti.
Boca dejó de utilizarla en 1991. Fue vendida en 2005, y el dinero se invirtió en la adquisición de un terreno por un valor cercano a los 800 000 dólares, ubicado a la altura de la playa de estacionamiento del estadio, frente al complejo de Casa Amarilla, y en el que actualmente hay una fábrica abandonada.

#### Ciudad Deportiva de Boca Juniors
Sin dudas fue uno de los proyectos más ambiciosos encarados en la vida institucional de Boca Juniors. Debido a la, por entonces, devastada economía de Argentina, no pudo concretarse tal como lo había soñado Don Alberto J. Armando. La Ciudad Deportiva fue una impresionante obra que comenzó a tomar forma el 3 de septiembre de 1965, cuando empezaron las tareas de relleno del Río de La Plata en la costanera sur. Hasta donde se pudo avanzar, se construyeron 30 hectáreas sobre un total de 6 islas comunicadas por puentes, en la que se llegó a inaugurar un anfiteatro para 1200 personas, confitería, restaurante, autocine, canchas de fútbol, tenis y básquet, 2 piletas de natación y un sector para la pesca y para otras actividades sociales y deportivas. Inclusive, se llegaron a colocar los pilotes para el "nuevo estadio" xeneize, que según Alberto J. Armando, se inauguraría el 25 de mayo de 1975.
Alberto J. Armando prometió inaugurar el 25 de mayo de 1975 un nuevo y fabuloso estadio en la Ciudad Deportiva de Boca Juniors, destinado a ser sede del Mundial 78. Pero llegó la fecha y la obra estaba apenas empezada, paralizada y abandonada, debido a una gran crisis económica que afectó al club en particular. Se atribuye erróneamente este hecho a la hiperinflación de la época, argumentando que terminó echando el proyecto por la borda, pero la realidad fue que la hiperinflación conocida como el Rodrigazo se inició en Argentina el día 1 de junio de 1975, es decir exactamente una semana después de la fecha prevista desde el inicio del proyecto para la inauguración del estadio, que como quedó dicho previamente iba a ser el día 25 de mayo de 1975. Finalmente aquellos terrenos ganados al río, fueron vendidos hace algunos años.

## Proyectos como dirigente

### Torneo de Verano en Mar del Plata
Alberto J. Armando perseveró en 1968 ante las autoridades municipales y de la Liga Marplatense de Fútbol y con el concesionamiento del Estadio General San Martín, y puso en marcha el primer torneo de verano del fútbol argentino
El fútbol grande había llegado a la ciudad de Mar del Plata en 1967 con el Torneo Nacional, implementado por la reestructuración impuesta por la AFA en tiempos de la presidencia del extinto dirigente de Banfield, Valentín Suárez. Hasta ahí, en el verano la liga local organizaba amistosos, algunos internacionales.
En diciembre de 1968, Armando visitó el viejo estadio marplatense y, acompañado por el propio Alfredo Di Stéfano, casi un asesor, propuso la remodelación para el verano siguiente. La Liga Marplatense, que al principio se opuso, finalmente aceptó: Boca arrendaría el General San Martín por diez temporadas.

### Arsenal de Llavallol
Fundado el 12 de octubre de 1948, en la ciudad de Llavallol, en el conurbano bonaerense. Fue creado para participar en los Torneos Evita.
En 1952 se afilió a la AFA, en la Primera División Aficionados, categoría amateur, actual Primera D.
En 1964 ascendió a Primera C. Este ascenso estuvo relacionado con la compra por parte de Boca Juniors de las instalaciones y dependencias del equipo de Llavallol. Fue tan fuerte el convenio que ya para esos años la camiseta de Arsenal dejó de ser amarilla y marrón para pasar a ser la de Boca Juniors. «Arsenal es producto de la escuela de fútbol que ha montado Boca Juniors. Es propiedad boquense desde 1962. En las tres temporadas esta sucursal ha costado cerca de 7 millones de pesos. Adolfo Pedernera es su director», reflejó El Gráfico en 1964. Ya ese club, que había nacido en los Torneos Evita, pasó a ser el primer club filial de la Argentina de manera legal, ya que el convenio lo cerraron entre Alberto J. Armando, como presidente de Boca Juniors, Aníbal Díaz, máximo representante de los «pibes de Llavallol», y el abogado Damonte Taborda. De allí en más varios importantes jugadores surgieron de Arsenal: Ángel Clemente Rojas, Rubén Magdalena, Perandones, y otros. El año en que más cerca estuvo de llegar a la B fue en 1967, cuando jugó la reclasificación.
Jugó en la Primera C hasta 1968, cuando se disolvió.

## La Bombonera con su nombre
El 27 de diciembre de 2000, en una ceremonia realizada en la Bombonera, durante la presidencia de Mauricio Macri, se cambió el nombre del estadio.  
Hasta ese momento se denominaba Camilo Cichero, apellido cuya pronunciación en italiano es "Chiquero", siendo que en Argentina así se menciona al lugar lleno de lodo y excrementos donde se crían chanchos, y ello fue motivo de constantes 
burlas hacia la afición de la ribera. 
El estadio se rebautizó con el nombre de Alberto J. Armando, el presidente de Boca Juniors que más títulos ganó (hasta ese momento) y con más años a cargo del club en toda su historia. Entre otras personalidades, se encontraba presente la viuda del expresidente.

## Filmografía
- Paula contra la mitad más uno (1971)

## Estadísticas
Alberto J. Armando fue el titular que más tiempo estuvo al frente de la institución (21 años) dividido en 2 gestiones. Bajo su mandato se obtuvieron 12 títulos:

### Títulos nacionales
- Campeonato de Primera División: 1954, 1962, 1964 y 1965, Nacional 1969, Nacional 1970, Metropolitano 1976 y Nacional 1976.
- Copa Argentina: 1969.

### Títulos internacionales
- Copa Libertadores de América: 1977 y 1978.
- Copa Intercontinental: 1977.[12]